# Villa Horion

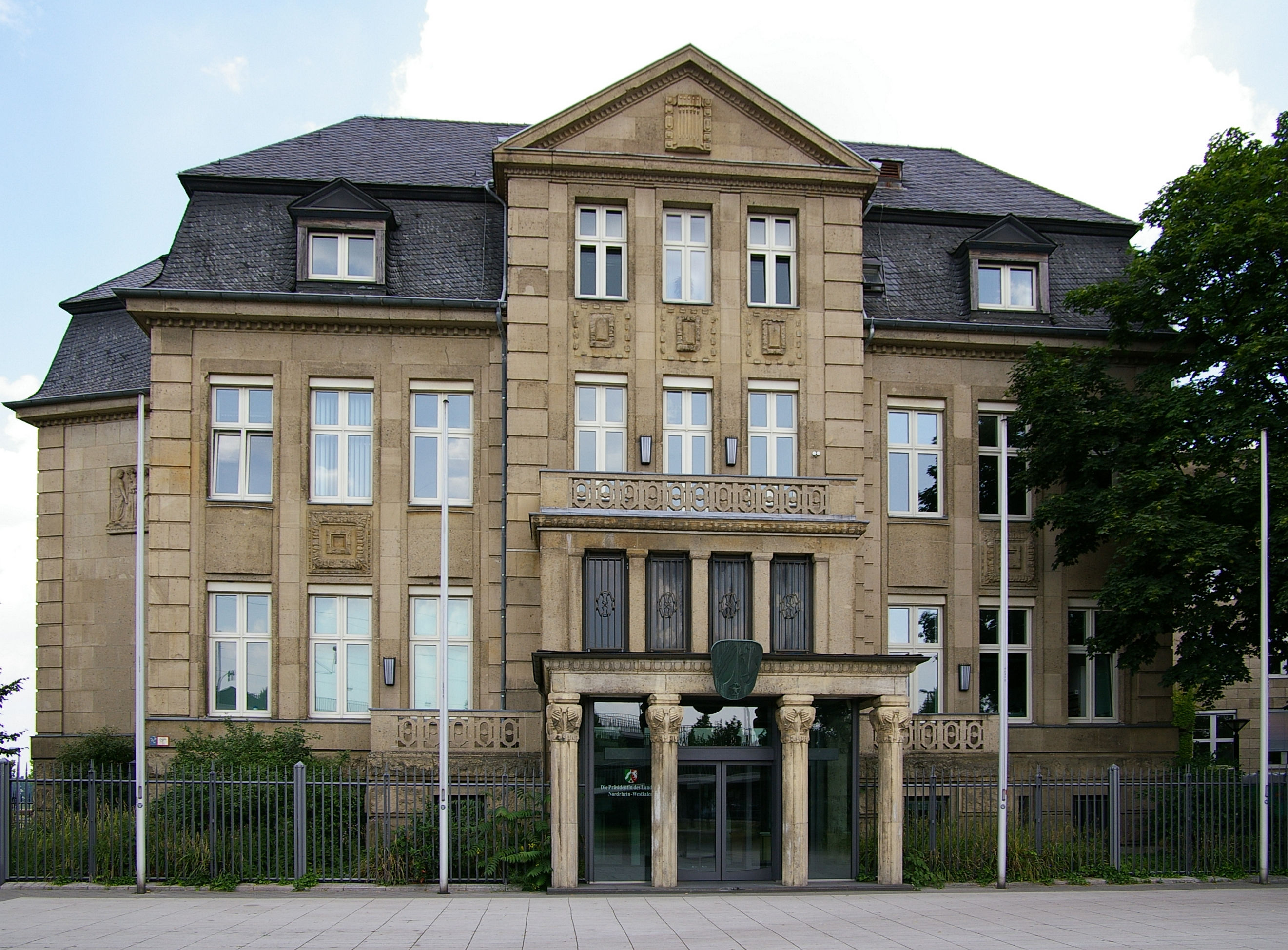
Villa Horion

Die Villa Horion am Johannes-Rau-Platz in Düsseldorf-Carlstadt wurde zeitgleich mit dem benachbarten Landeshaus von 1909 bis 1911 vom Architekten Hermann vom Endt im Stil des Neoklassizismus erbaut. Den Fassadenschmuck, insbesondere zwei weibliche Relieffiguren, die „Fürsorge“ und die „Landwirtschaft“ schuf dabei der Bildhauer Hermann Nolte. Das unter Denkmalschutz stehende Gebäude liegt im Regierungsviertel der Landeshauptstadt. Benannt ist es nach Johannes Horion, der hier als Landeshauptmann der Rheinprovinz residierte. Derzeit beherbergt es das „Haus der Parlamentsgeschichte“ des nordrhein-westfälischen Landtages.

## Beschreibung
Die Fassade der Villa Horion ist in neun Achsen unterteilt, in der Mitte befindet sich ein übergiebelter Mittelrisalit. In der Mittelachse befindet sich ein mit Säulen geschmücktes Portal. Mit dem benachbarten Landeshaus, das gleichzeitig als Verwaltungsgebäude des Provinzialverbands der Rheinprovinz errichtet wurde, bildet die Villa Horion ein Gebäudeensemble, dessen Teile nach außen hin als Sitz der eigentlichen Verwaltung und als Amtssitz ihres Oberhauptes repräsentativ in Erscheinung treten. Darin ist es mit dem Präsidentenschlösschen am Gebäude der Bezirksregierung Düsseldorf sowie mit dem Gerichtspräsidenten-Palais des Oberlandesgerichts Düsseldorf, die rheinabwärts am Rheinpark Golzheim liegen, vergleichbar.

## Geschichte der Nutzung
Bei ihrer Fertigstellung war die Villa Horion Sitz des Landeshauptmanns des Provinzialverbands der Rheinprovinz, von 1945 bis 1956 diente sie als britisches Offizierskasino. Ab dem Jahr 1959 erfolgte eine Grundsanierung, danach war sie von 1961 bis 1999 Amtssitz des Ministerpräsidenten des Landes Nordrhein-Westfalen. Seit einer weiteren Grundsanierung im Jahr 2001 wird sie vom benachbarten Landtag Nordrhein-Westfalens als Sitz der Dauerausstellung „Haus der Parlamentsgeschichte“ und Teilen der Landtagsverwaltung genutzt.

## Haus der Parlamentsgeschichte
Im Oktober 2016 wurde durch den Landtag Nordrhein-Westfalen das „Haus der Parlamentsgeschichte“ eröffnet. In dieser Ausstellung gehen die Besucher auf eine Zeitreise durch über 70 Jahre der nordrhein-westfälischen Landtags- und Landesgeschichte – von der Geburtsstunde Nordrhein-Westfalens im Jahr 1946 bis in die Gegenwart. Bestandteil sind dabei auch die vier Orte, an denen das Landesparlament seit 1946 getagt hat:
- das Düsseldorfer Opernhaus, in dem am 2. Oktober 1946 die erste Sitzung stattfand,
- die Henkel-Werke in Düsseldorf-Holthausen, in denen die Abgeordneten von November 1946 bis Februar 1949 tagten,
- das Ständehaus am Schwanenspiegel, der erste ständige Sitz von März 1949 bis Oktober 1988,
- der neue Landtag am Rhein, der am 2. Oktober 1988 eröffnet wurde.

Die Ausstellung gibt dabei Einblicke in die Arbeit der Abgeordneten. Sie zeigt, wie sich die Rahmenbedingungen für Politik und Politiker seit den provisorischen Aufbaujahren geändert haben. Und sie stellt die politischen Akteure vor. Die Führungen enden im ehemaligen Kabinettsaal der Landesregierung. Die Parlamentsgeschichte wird anhand originaler Radio- und Fernsehbeiträge sowie Möbeln und Exponate aus den vergangenen sieben Jahrzehnten dargestellt.

## Galerie

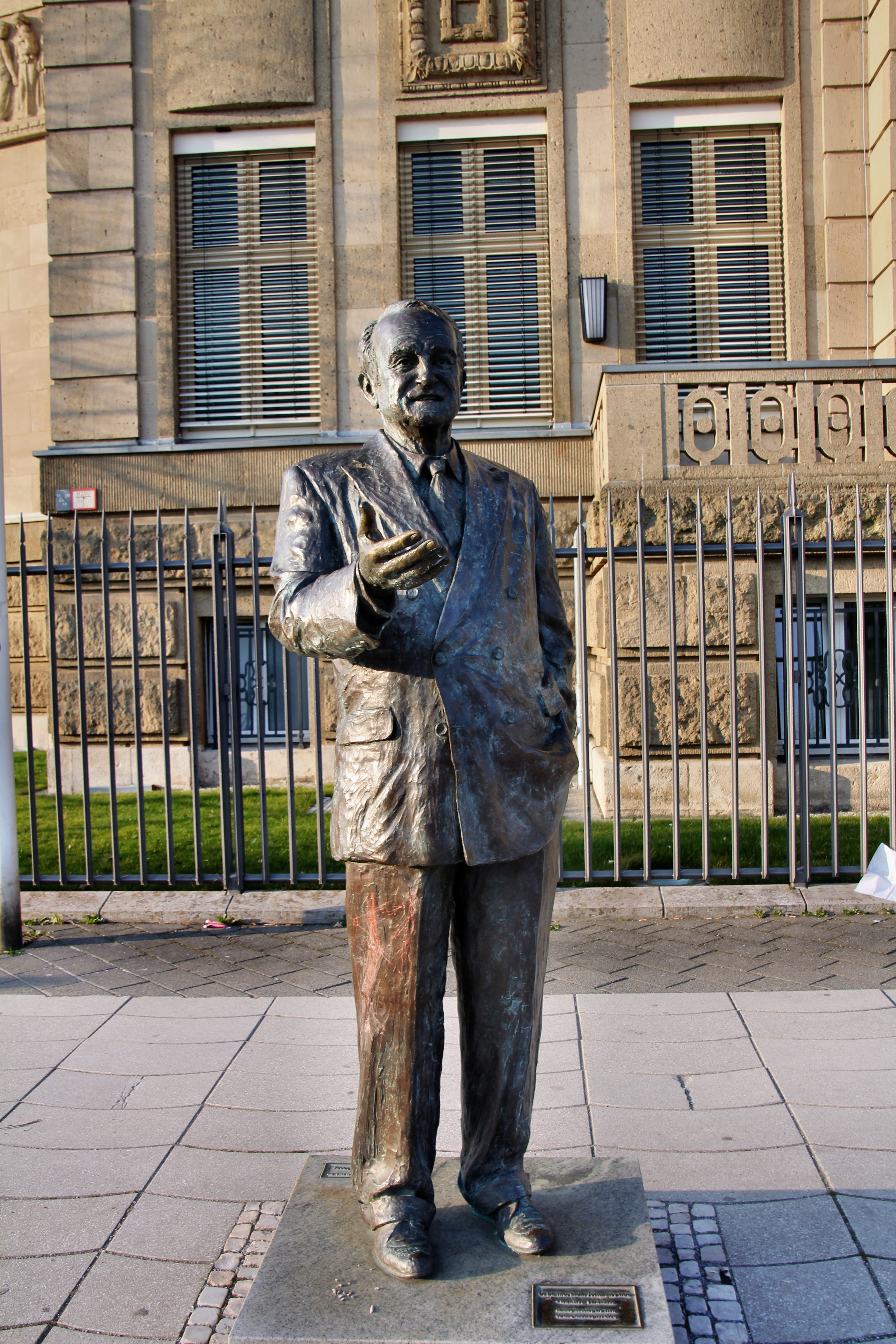
Johannes-Rau-Denkmal
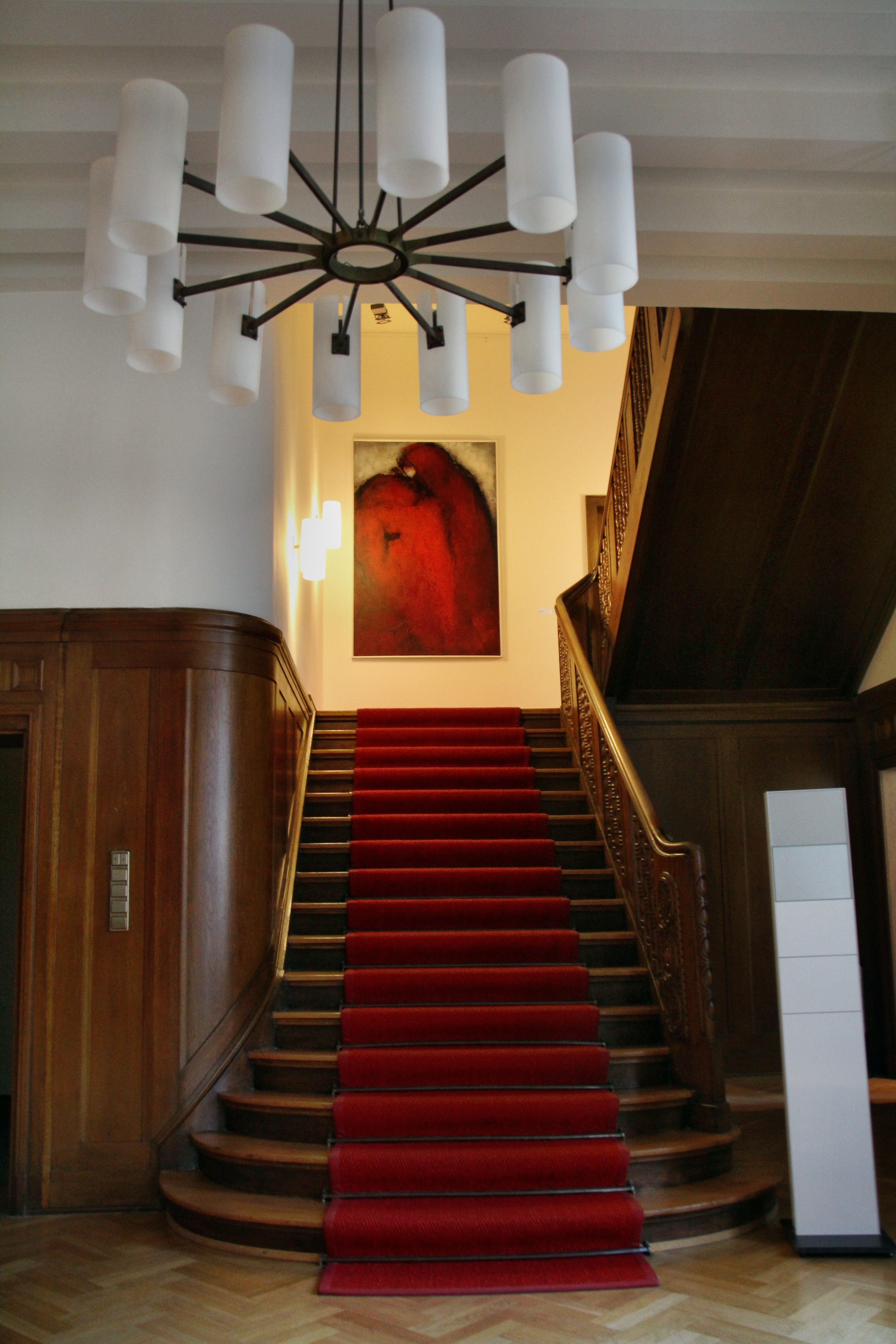
Treppenhaus der Villa Horion
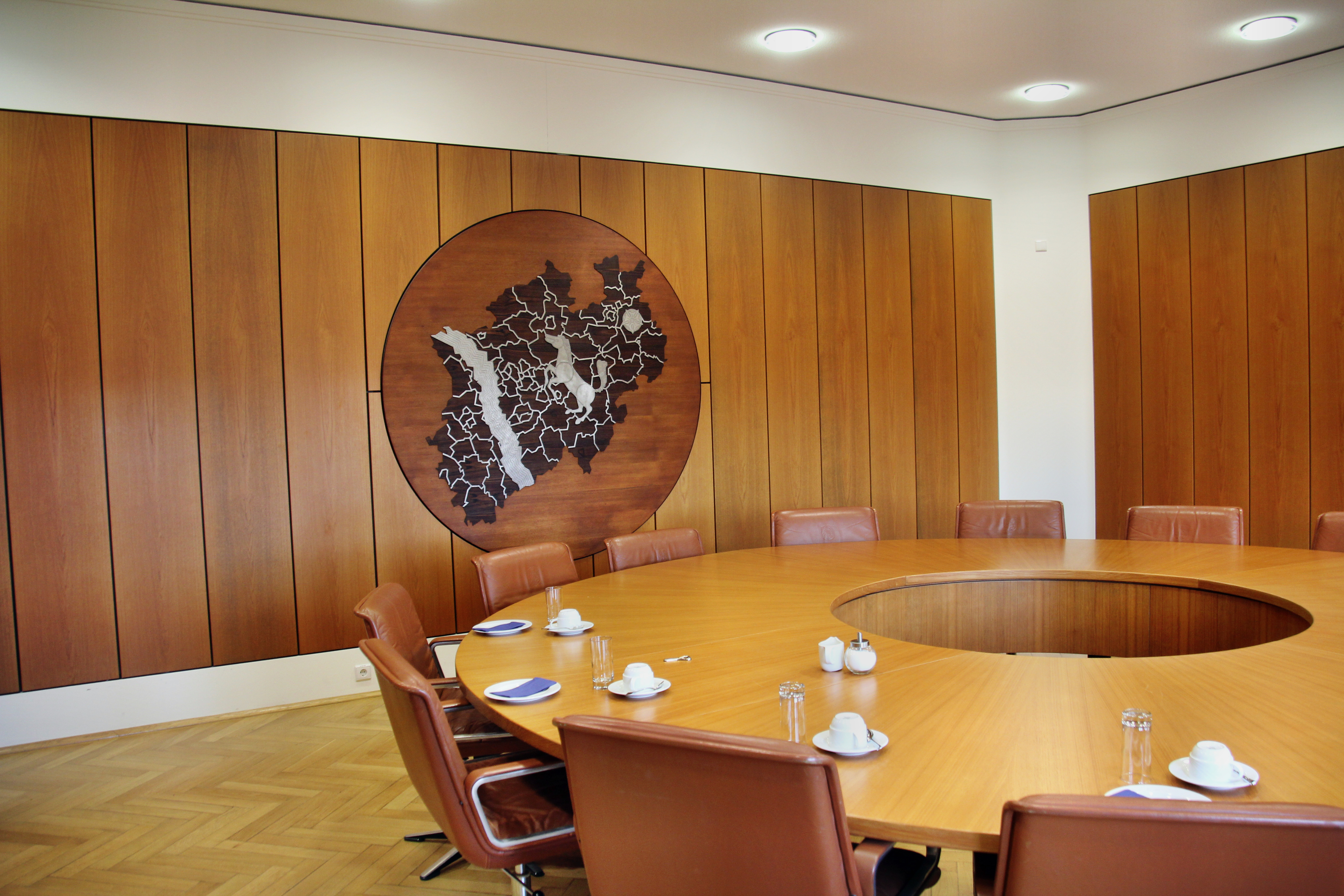
Sitzungsraum der Landesregierung